# 日傘効果
日傘効果（ひがさこうか）とは、火山の大規模噴火や人為的起源などのエアロゾル粒子が、大気の上層で日射を遮り、地表の平均気温を下げる効果をもつという理論。

## 理論の歴史

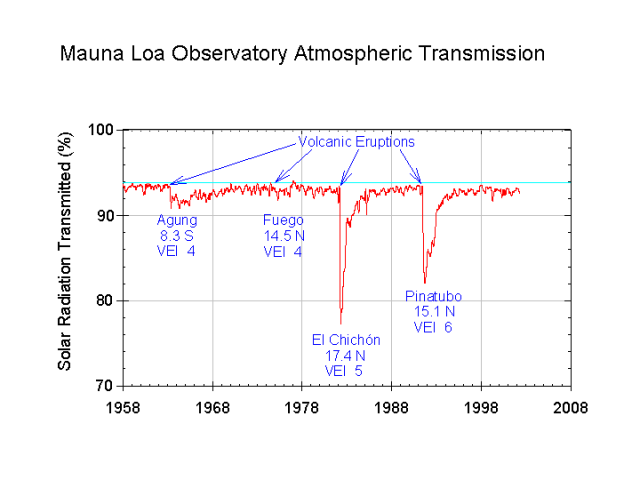
マウナロア山における太陽放射の大気透過率の変化。1958年以降、度々の火山噴火により低下している。

日光を遮る日傘と同じようなはたらきをすることからこの名がある。英語のparasol effect、umbrella effect、vailing effectの訳語で、雨傘効果という場合もあった。
古い「日傘効果」の理論は、火山の噴火により大量に噴出した火山灰が、大気上層で太陽光を散乱するなどして遮り、地表の気温を低下させるというものだった。
噴火の後に寒冷化することがあることは古くから知られ、18世紀にはベンジャミン・フランクリンが火山灰による寒冷化を論じていた。
しかし、エアロゾルの直接採集や1980年代に始まったLIDARによる測定により、理論は修正される。成層圏に長期間浮遊しているエアロゾルは、火山灰ではなく硫酸液滴が主体であることが分かったためである。また、硫酸液滴は0.1マイクロメートル級と小さく長期間浮遊しやすいサイズであることも分かった。
火山について言えば、成層圏に大量の二酸化硫黄などが達する噴火ではエアロゾルによる日傘効果が生じうるが、同時に温室効果をもつ二酸化炭素や水蒸気などほかの火山ガスの影響、短期的には火山灰による影響などが複合する。火山によって、噴出物の量などによって気候への影響は異なる。同じように大規模な噴火であっても、同じように大きな気候への影響があるとは限らない。
さらに地球温暖化・気候変動予測と関連して、エアロゾルが気候に与える影響を評価する研究が進められた。波長ごとの光学的厚さをみると、対流圏エアロゾルと成層圏エアロゾルはともに地球放射（近赤外線）領域の値が可視光線領域の10分の1で、日射に対して遮蔽の効果が大きいことが確認された。
一方、特に対流圏を中心とする人為起源のエアロゾルについては、エアロゾル自体が光・赤外線などを反射・散乱する直接効果だけではなく、雲核として雲を増加あるいは減少させるはたらきを通した間接効果もあり、また粒子の種類や分布する環境条件によっても異なる複雑なプロセスであることが理解されるようになった。
地球温暖化にまつわる初歩的な科学として、「化石燃料燃焼により排出される微粒子が地球を冷却する効果を持つのであれば、温暖化対策で化石燃料の使用を減らすと温暖化をかえって促すのではないか?」という問いが投げかけられることがある。実際には、地球全体で考えると温室効果ガスによる温室効果が上回るため使用を減らした方が温暖化対策となり、他に大気汚染による健康影響を軽減するメリットがあるとされる。
他方、別側面の温暖化対策の一案として、成層圏エアロゾル注入(Stratospheric aerosol injection)の議論もある。意図的に硫酸エアロゾルなどを成層圏に注入し、人為的な温室効果による放射強制力を相殺して冷却を図るものだが、気候に予測困難な副作用を与える懸念や、急な中止が急激な昇温をもたらすため安定して継続する必要があるといった問題がある（地球工学も参照）
。

## 日傘効果による天候異常の事例

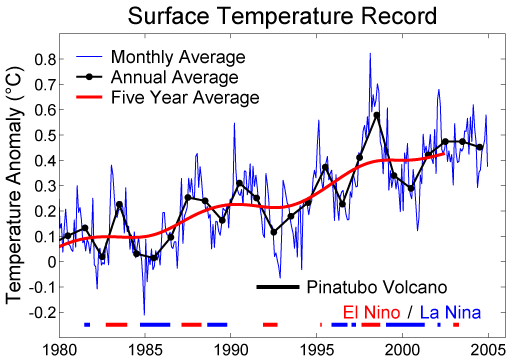
過去25年間の気温変化。"Pinatubo Volcano"と示されている期間中、ピナトゥボ山噴火に伴うエアロゾルにより気温が低下した。

1783年 アイスランド、ラキ山噴火
火山性エアロゾルが成層圏まで広がり、冷害によりヨーロッパなどで飢饉、日本では天明の大飢饉が発生。
1815年 インドネシア、タンボラ山噴火
火山性エアロゾルが成層圏まで広がり、ヨーロッパ北部・アメリカ北東部・カナダで冷害。1816年は"Year Without a Summer"（夏のない年）と呼ばれた。
1883年 インドネシア、クラカタウ噴火
火山性エアロゾルが成層圏まで広がり、北半球全体の平均気温が0.5〜0.8°C低下。世界各地で夕焼けの鮮明化を観測。
1991年 フィリピン、ピナトゥボ山噴火
火山性エアロゾルが成層圏まで広がり、日本でも日射量、全天日照射量が減少した。